# Jan Gogacz
Jan Gogacz (ur. 27 grudnia 1945, zm. 3 kwietnia 1998) – polski wydawca, związany z wydawnictwami podziemnymi w okresie PRL

## Życiorys
W latach 70. i 80. XX wieku pracował w wydawnictwie Iskry. W 1980 i 1981 był jednym z drukarzy pracujących dla Niezależnej Oficyny Wydawniczej NOWA przy druku serii Biblioteka Robotnika. W 1981 został sekretarzem redakcji pisma Meritum, którego redaktorem naczelnym był Andrzej Mencwel (przed ogłoszeniem stanu wojennego ukazały się tylko dwa numery). Był jednym z założycieli i w latach 1982–1989 członkiem redakcji ukazującego się od grudnia 1982 podziemnego pisma Vacat. W latach 80. współpracował także z wydawnictwem Przedświt, dla którego zredagował pierwsze wydanie książki Teresy Torańskiej Oni, a także wydawnictwem In Plus. Zajmował się również kolportażem Tygodnika Mazowsze, a także drukiem i kolportażem innych wydawnictw podziemnych i akcydensów (m.in. kalendarzy i plakatów). W latach 1989–1992 był sekretarzem redakcji Tygodnika Solidarność, w latach 1992–1998 wiceprezesem wydawcy Expressu Wieczornego – spółki Express.
W 2015 został pośmiertnie odznaczony Krzyżem Oficerskim Orderu Odrodzenia Polski „za wybitne zasługi w działalności na rzecz przemian demokratycznych w Polsce”.